# SKIF Kijów
SKIF Kijów (ukr. ФК «СКІФ» Київ) – ukraiński klub piłkarski z siedzibą w stolicy kraju, mieście Kijów, działający w latach 1935–2001.

## Historia
Chronologia nazw:
- 1935: Technikum Fizkultury Kijów (ukr. «Технікум фізкультури» Київ, ros. «Техникум физкультуры» Киев)
- 1939: Nauka Kijów (ukr. «Наука» Київ, ros. «Наука» Киев)
- 1954: FSzM Kijów (ukr. «ФШМ» Київ, ros. «ФШМ» Киев)
- 1979: SKIF Kijów (ukr. «СКІФ» Київ, ros. «СКИФ» Киев)
- 2001: klub rozwiązano

Piłkarska drużyna Technikum Fizkultury została założona w Kijowie w 1935 roku i w tym że roku debiutowała w mistrzostwach Kijowa. Klub reprezentował miejscowy Technikum Kultury Fizycznej. W 1938 zespół startował w rozgrywkach Pucharu ZSRR.
W 1939 w związku z przejściem na system zarządzania przez związki zawodowe klub został przydzielony do ochotniczego towarzystwa sportowego "Nauka", które zrzeszało pracowników oświaty, przyjmując nazwę Nauka Kijów. Do 1941 zespół występował w mistrzostwach miasta.
W 1954 roku Komitet Kultury Fizycznej i Sportu ZSRR oraz Centralna Rada Związków Zawodowych ZSRR z inicjatywy Sekcji Piłki Nożnej ZSRR podjęły decyzję o zorganizowaniu Futbolowych Szkół Młodzieży (FSzM) w Moskwie, Leningradzie, Mińsku, Tbilisi i Kijowie, w związku z czym klub otrzymał nazwę FSzM. W 1955 zespół po raz drugi startował w rozgrywkach Pucharu ZSRR. Również po dłuższej przerwie awansował do grupy pierwszej mistrzostw Kijowa, w której grał do 1959 roku.
Potem po rozwiązaniu Futbolowych Szkół Młodzieży klub reprezentował Kijowski Instytut Wychowania Fizycznego, zmieniając nazwę na SKIF (Sportowy Klub Instytutu Fizkultury). W 1979 startował w mistrzostwach Ukraińskiej SRR wśród drużyn kultury fizycznej.
Po rozpadzie ZSRR występował tylko w rozgrywkach lokalnych. W 2001 klub został rozwiązany.

## Sukcesy
- 1/128 finału Pucharu ZSRR (2): 1938, 1955

## Inne
- Dynamo Kijów